# 清水町歌 (静岡県)
「清水町歌」（しみずちょうか）は、静岡県駿東郡清水町が制定した町歌である。作詞・大岡博、作曲・高木東六。

## 解説
1978年（昭和53年）に町制15周年を記念し、町民憲章と合わせて制定された。作詞は懸賞募集に拠らず歌人の大岡博に、作曲は専門家の高木東六にそれぞれ依頼されたもので、東芝EMIがシングル盤（規格品番：4RS-1004）を製造している。
現在は町で開催される「わきみずコンサート」を始めとする行事で町歌の歌唱が行われている。清水町に関連する町歌以外の楽曲としては、町民音頭「するが清水町音頭」（作詞：芹沢邦治、補作：森菊蔵、作曲：押尾司）および、町のマスコット「ゆうすいくん」のテーマソング「ゆうすいくん音頭」（作詞：宮西達也、作曲：高附恵子）がある。

## 備考
清水町では町歌制定の翌年に北海道・福井県・和歌山県の同名「清水町」4町で姉妹友好関係を締結しており、このうち北海道と福井県の清水町では静岡県と同じ表題の「清水町歌」が制定されていた。しかし、4町の姉妹友好関係は福井県清水町と和歌山県清水町が平成の大合併で消滅したことに伴い現存する北海道の清水町を含めて自然解消されている。